# Bộ Hương (香)
Bộ Hương, bộ thứ 186 có nghĩa là "mùi thơm" là 1 trong 11 bộ có 9 nét trong số 214 bộ thủ Khang Hy.
Trong Từ điển Khang Hy có 37 chữ (trong số hơn 40.000) được tìm thấy chứa bộ này.

## Tự hình Bộ Hương (香)

Giáp cốt văn
Kim văn
Đại triện
Tiểu triện

## Chữ thuộc Bộ Hương (香)
| Số nét bổ sung | Chữ               |
| -------------- | ----------------- |
| 0              | 香/hương/         |
| 4              | 馚                |
| 5              | 馛 馜 馝/tất/     |
| 7              | 馞/bột/ 馟 馠     |
| 8              | 馡/phi/ 馢 馣/am/ |
| 9              | 馤/ái/ 馥/phốc/   |
| 10             | 馦 馧             |
| 11             | 馨/hinh/          |
| 12             | 馩                |
| 14             | 馪                |
| 18             | 馫/hấn/           |